# قرع بلدي
القرع البلدي أو الدُّبَّاء أو اللقطين (الاسم العلمي: Cucurbita pepo) هو نوع نبات زراعي من جنس القرع. تنتج ضُرُوبًا مختلفة من القرع، منها: الكوسى، ونوع من اليقطين، والقرع الشتوي والصيفي.